# Abul Qasim ibn Mohammed al-Ghassani
Abul Qasim ibn Mohammed ibn Ibrahim al-Wazir al-Ghassani al-Andalusi (1548-1610) était un célèbre médecin à la cour des Saadiens, qui vécut à Marrakech et Fès. 
Après qu'il a étudié la médecine avec son père, il est considéré comme le chef des médecins et des pharmaciens à Marrakech. Il est l'auteur d'une polémique anti-Chrétienne, Apología contra los artículos de la ley Cristiana, rédigés à l'ordre de Mulay Zaidan et probablement de Hadiqat al-azhar fi mahiyyat al-ushb wa-l-aqqar (Jardin de Fleurs dans l'Explication du Caractère des Herbes et des Médicaments), un traité sur la pharmacologie et la botanique. 
Il est l'envoyé aux Pays-Bas du Sultan Marocain Mulay Zeidan. Lui succèdent dans ce rôle Al-Hajari et plus tard Yusuf Biscaino.
Un hôpital de Fès porte son nom.